# Dryopteris sikkimensis
Dryopteris sikkimensis är en träjonväxtart som först beskrevs av Richard Henry Beddome, och fick sitt nu gällande namn av O. Kze. Dryopteris sikkimensis ingår i släktet Dryopteris och familjen Dryopteridaceae. Inga underarter finns listade.